# Karl Simon
Karl Simon (? – ?) byl rakouský architekt, spolupracovník Adolfa Loose. Vystudoval Technickou univerzitu ve Vídni, kde získal titul doktor technických věd.

## Stavby v Praze
V Praze 8-Troji projektoval (1931–1932) a postavil (v roce 1933) rodinný dům Na přesypu 246/7. Jedná se o funkcionalistickou stavbu s nezvyklým půdorysem se zaoblenými rohy. Vila je umístěna uprostřed rozsáhlé zahrady. Je zapsána na seznamu kulturních památek České republiky.